# Insolibasidium deformans
Insolibasidium deformans är en svampart som först beskrevs av C.J. Gould, och fick sitt nu gällande namn av Oberw. & Bandoni 1984. Insolibasidium deformans ingår i släktet Insolibasidium och familjen Platygloeaceae.   Inga underarter finns listade i Catalogue of Life.